# غلاف غزة

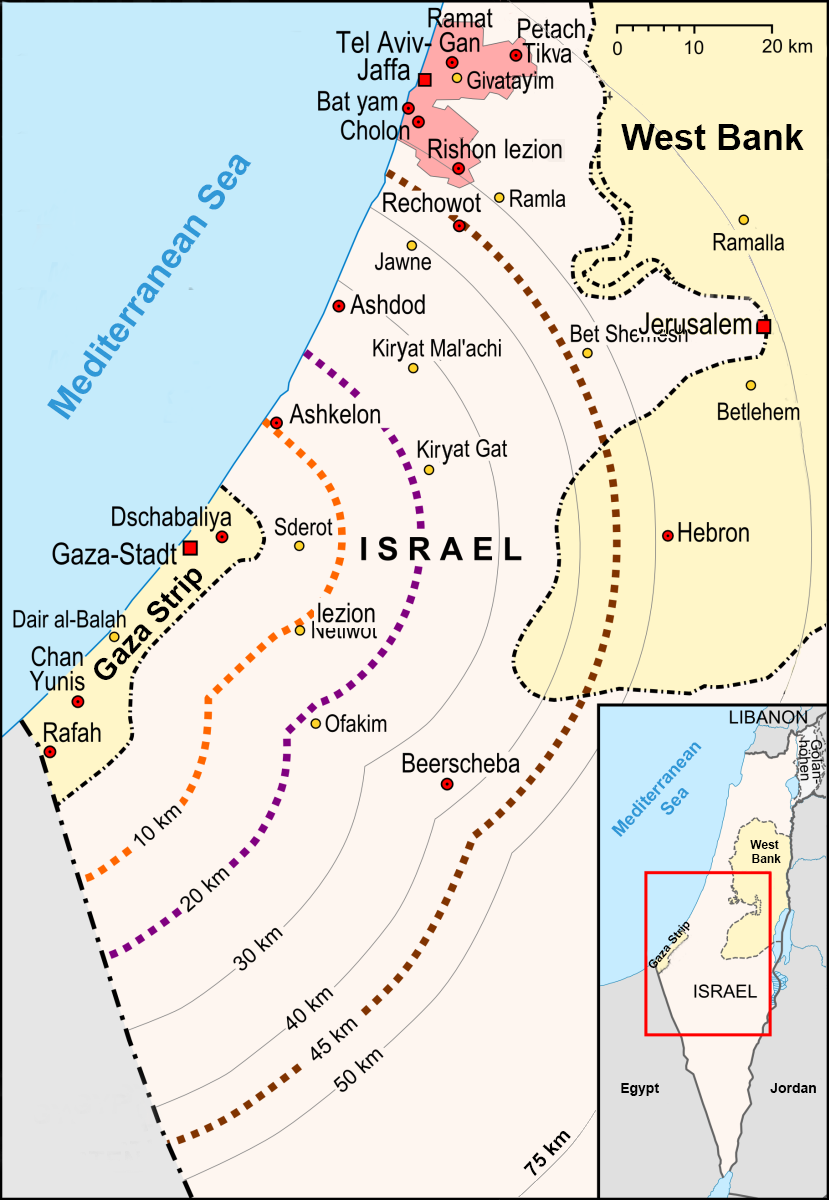
مناطق غلاف غزة

منطقة غلاف غزة (بالعبرية: עוטף עזה‏)، (نقحرة: عوتيف عزة) هي مجموعة مستوطنات إسرائيلية تقع مع الحدود المتاخمة لقطاع غزة بكيلومترات قليلة حيث تضم سديروت، ويوجد بها العديد من المستوطنات الأخرى في المنطقة ويقدر عدد سكانها بحوالي 70,000 نسمة.

## تاريخ
بدء من الانتفاضة الثانية، وبشكل دقيق منذ تنفيذ عملية الانفصال، في عام 2007، وبعد عدة سنوات من الهجمات الفدائية، سن الكنيست قانون مساعدات لسديروت ولمستوطنات النقب الغربي (قانون مؤقت)، يعترف بالمستوطنات المقامة على بعد 7 كيلومترات من الحاجز العازل الذي يحيط بقطاع غزة (المستوطنات الأخرى في المنطقة حددت ضمن الأمر الصادر من وزير المالية) مثل المستوطنات الواقعة على الخط الموازي والتي تحظى بمزايا خاصة (بشكل مؤقت، حتى عام 2008). وهذه الخطوة تم توضيحها في لائحة القانون كالتالي:

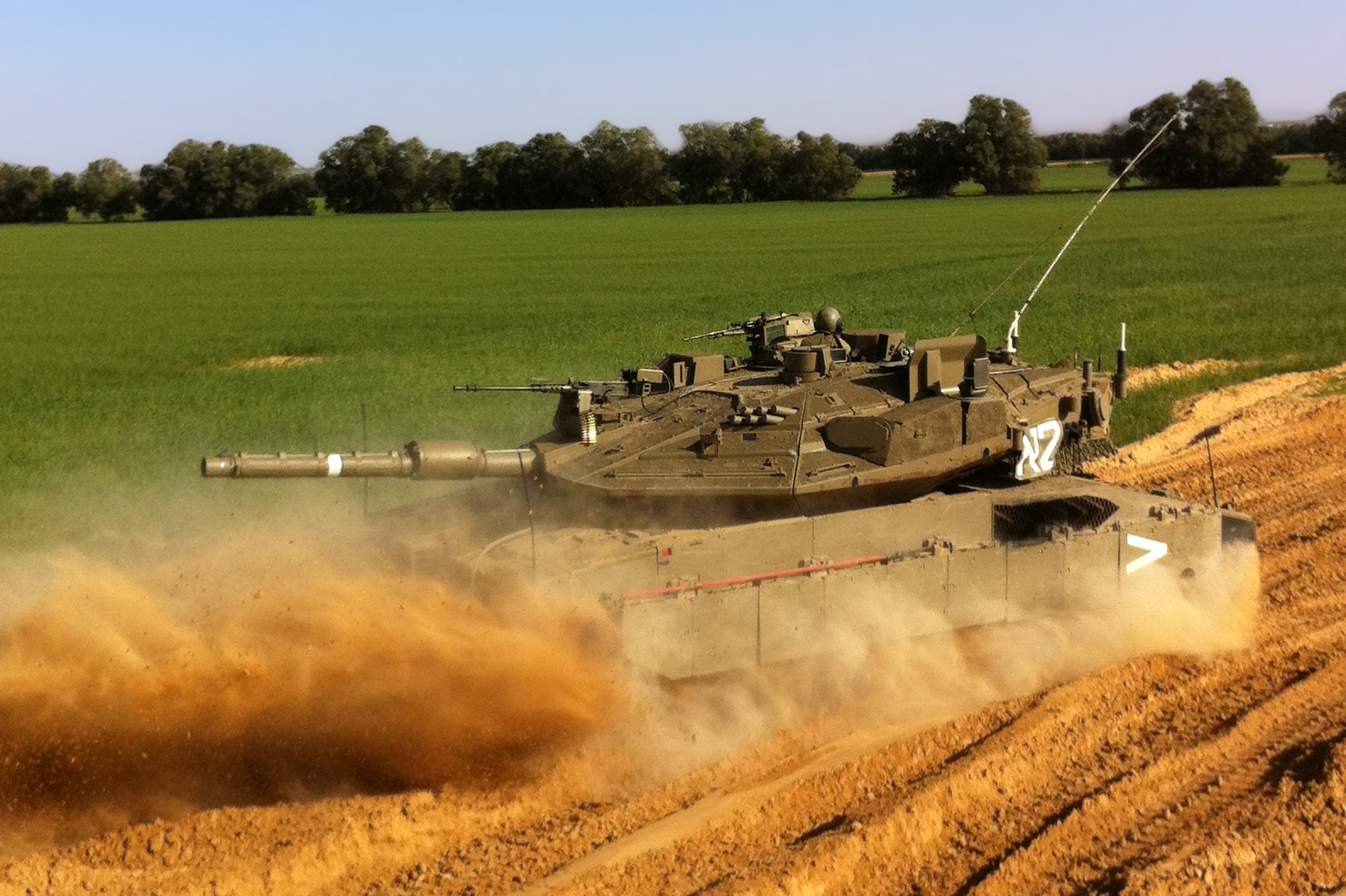
دبابة ميركافا تتجول حول السياج الأمني

وعلى مدى سنوات صادقت الحكومة على خطة لتقديم جميع أنواع المساعدات بشتى طرقها، ولكن على الرغم من ذلك فإن سكان تلك المناطق يعانون قبل كل شيء من مضايقات نفسية واجتماعية واقتصادية، وعقب الوضع الأمني؛ تكبد رجال الأعمال وعدد من المصانع خسائر اقتصادية ضخمة. ووفقاً للائحة القانون فقد تم التصويت على خطة تتضمن تقديم مساعدات لهذه المناطق لفترة محدودة تمتد ما بين عام إلى عامين من أجل الاهتمام بالسكان ورجال الإعمال على غرار الوضع الأمني الصعب الذي يسود المنطقة حتى الآن. وقد تم تمديد جزء من المميزات المتضمنة في بنود التشريع الأخرى، مع حدوث بعض التغيرات، حتى عام 2014.
في 14 من شهر يونيو 2007 صادق وزير المالية على قانون الاعتراف بعوتيف غزة مثل مستوطنات سِفِر. حيث أن هذا الاعتراف بالمستوطنات منحهم حق التعويض الغير المباشر وفقاً لقانون ضريبة الأملاك وصندوق التعويضات.
نشر في يونيو عام 2014 أن القيادة المركزية قررت تقليص مهام مراكز الأمن في مستوطنات غلاف غزة ووجه رؤساء السلطات التابعة لمستوطنة غلاف غزة بخطاب إلى وزير الأمن موشيه يعلون مطالبين بإلغاء هذا القرار. وبعد ذلك بفترة قصيرة بدأت عملية الجرف الصامد عام 2014، وطيلة هذه الفترة تلقى سكان المستوطنة وابلا من الصواريخ وقذائف الهاون. إضافة إلى ذلك، تم العثور على أنفاق تسمح بالتسلل من وإلى دولة الاحتلال، حيث جرت عمليات تسلل عدة للفدائيين هاجموا من خلالها جنود جيش الاحتلال. وعقب هذه العملية نزح العديد من المستوطنين أماكن إقامتهم.

## مستوطنات عوتيف غزة
هنا قائمة بالمستوطنات الواقعة في منطقة النزاع الجنوبي والتي نشرتها هيئة تحصيل الضرائب وهي على النحو التالي:
| سديروت                 | حوات شكْميم   | مفتاحيم      | عين هشلوشا              |
| أفشالوم                | حوليت        | مفكيعيم      | عالوميم                 |
| أوْهَد                   | ييڤول        | ميقن         | عامي عوز                |
| أور هنر                | ياد مردخاي   | مفلسيم       | پري قان                 |
| إيفيم                  | ياخيني       | ناحل عوز     | تسوهر                   |
| إيرز                   | يَشَع          | نير إسحاق    | رعيم                    |
| باري                   | يَتَر          | نير عوز      | سديه دافيد [الإنجليزية] |
| برور حايل [الإنجليزية] | كيسوفيم      | نير عام      | سْديه نيتسان             |
| جيفيم [الإنجليزية]     | كفار ميمون   | نيريم        | سدي أبراهام             |
| قفْرَعَم                  | كفار عزة     | نَتيف هاعشراه | شوڤاه                   |
| دوروت                  | كرميا        | صوفا         | شوكِيداه                 |
| دَكل                    | كرم أبو سالم | سعد          | شلوميت                  |
| زيكيم                  | زوهَر         | عَين هبشور    | توشيّاه                  |
| تلاميم [الإنجليزية]    | تلمي إلياهو  | تَلْمي         | تقوماه                  |

## حملات دعم السكان
مناطق غلاف غزة في حالة طوارئ شبه مستمرة ويعاني سكانه من عدم الاستقرار ويقوم الصندوق القومي اليهودي بحملات جمع تبرعات باستمرار لدعمهم.